# Cimetière de la Dormition
Le cimetière de la Dormition (en serbe cyrillique : Успенско гробље ; en serbe latin : Uspensko groblje) est un cimetière orthodoxe situé à Novi Sad, la capitale de la province autonome de Voïvodine, en Serbie. En raison de sa valeur patrimoniale, il est inscrit sur la liste des entités spatiales historico-culturelles de grande importance de la république de Serbie (identifiant n° PKIC 43) ; 24 tombes de personnalités historiques, culturelles et autres sont plus particulièrement inscrites sur la liste des monuments culturels protégés (n° d'identifiant SK 1588).

## Localisation
Le cimetière de la Dormition se trouve rue Novosadskog sajma (« rue de la Foire de Novi Sad »).

## Tombes classées
Le cimetière abrite un ensemble de 24 tombes classées.
1. Miloš Dimitrijević (1824-1896), homme politique ;
2. Mihailo Polit-Desančić (1833-1920), homme politique et journaliste ;
3. Kosta Trifković (1843-1875), écrivain et dramaturge ;
4. Jovan Grčić (1855-1941), professeur au lycée de Novi Sad, écrivain et éditeur ;
5. Jovan Obrenović (1786-1850), frère du prince Miloš Obrenović ;
6. Jovan Hadžić (1799-1869), homme politique, écrivain et l'un des fondateurs de la Matica srpska
7. Jakov Ignjatović (1824-1889), écrivain et poète ;
8. Svetozar Miletić (1826-1901), la personnalité politique la plus importante des Serbes de Voïvodine dans la seconde moitié du XIXe siècle, et Jaša Tomić (1856-1922), homme politique et collaborateur de Svetozar Miletić, fondateur du Parti radical en Voïvodine ;
9. Vasa Stajić (1878-1947), professeur, écrivain et homme politique ;
10. Aksentije Marodić (1833-1909), portraitiste et iconographe
11. Đorđe Natošević (1821-1887), médecin et pédagogue ;
12. Stevan Branovački (1804-1880), avocat et maire et Novi Sad ;
13. Josip Runjanin (1831-1876), compositeur de l'hymne Lijepa naša domovina ;
14. Milan Petrović (1879-1952), professeur et activiste politique ;
15. Hristina Tinka Lukić (1862-1911), actrice du Théâtre national serbe de Novi Sad ;
16. Petar Biga (1811-1879), général ;
17. Radovan Vrhovac (1863-1945), directeur du lycée de Sremski Karlovci, prédisent de la Matica srpska
18. Kosta Jorgović (1822-1918), peintre ;
19. Tombe collective dans laquelle, en 1921, ont été transférés les dépouilles de personnalités enterrées au cimetière du parvis Saint-Jean ; parmi ces personnalités, on peut citer : Dimitrije Serviski, philanthrope, Gevrasije Petrović, archimandrite du monastère de Beočin, Pavle Stamatović, archiprêtre de Novi Sad, Aca Kostić, membre du Conseil national lors de la Révolution de 1848, Đorđe Pasković, professeur au lycée de Novi Sad, Stanislav Šumarski, chroniqueur, Konstantin Kosta Bogdanović, écrivain et critique, Ilija Zaharijević, directeur au lycée de Belgrade et, lors de la révolution de 1848, membre du Conseil national, Dimitrije Avramović, peintre, iconographe, portraitiste et poète ;
20. Vasa Pušibrk (1838-1917), professeur et directeur du lycée de Novi Sad ;
21. Filip Nedeljković (1788-1872), philanthrope qui a légué ses biens à la Matica srpska ;
22. Aleksandar Morfidis (1810-1878), chef de chœur, compositeur et auteur de la première liturgie serbe ;
23. Jovan Beogradac (1812-1889), officier autrichien et auteur ;
24. Dimitrije Jovanović (1840-1908), sénateur de Novi Sad, frère du poète Jovan Jovanović Zmaj.

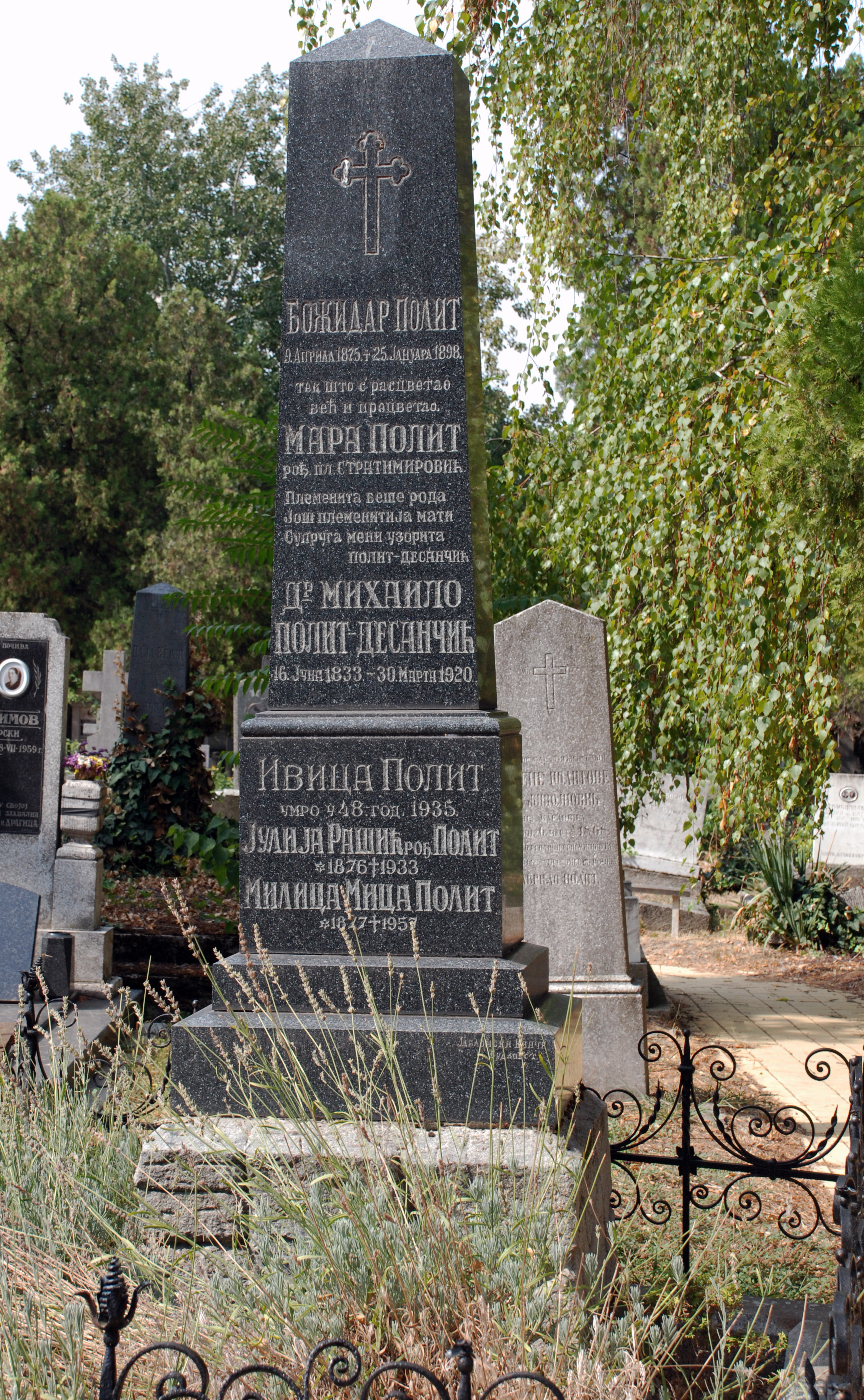
La tombe de Mihailo Polit-Desančić
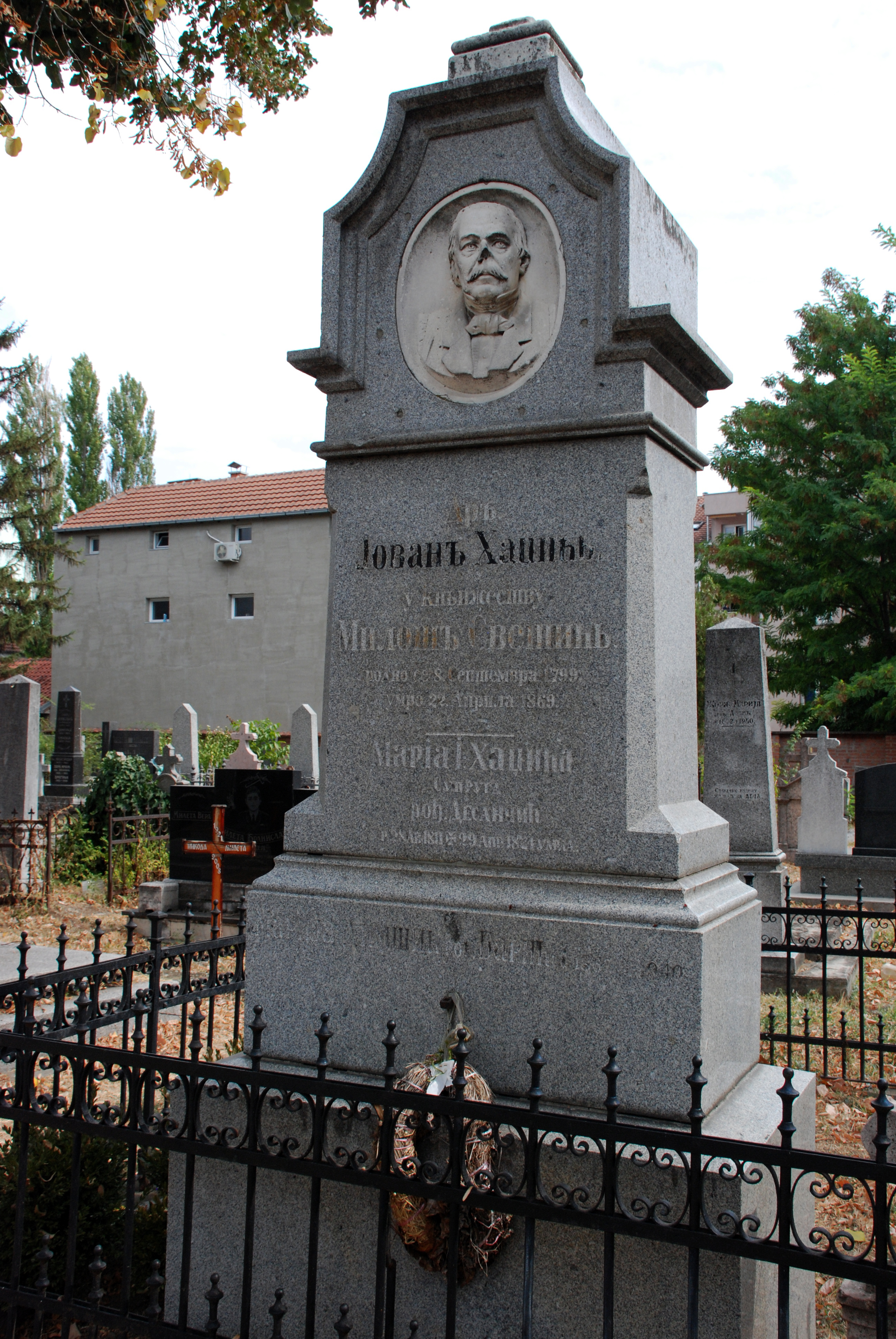
La tombe de Jovan Hadžić
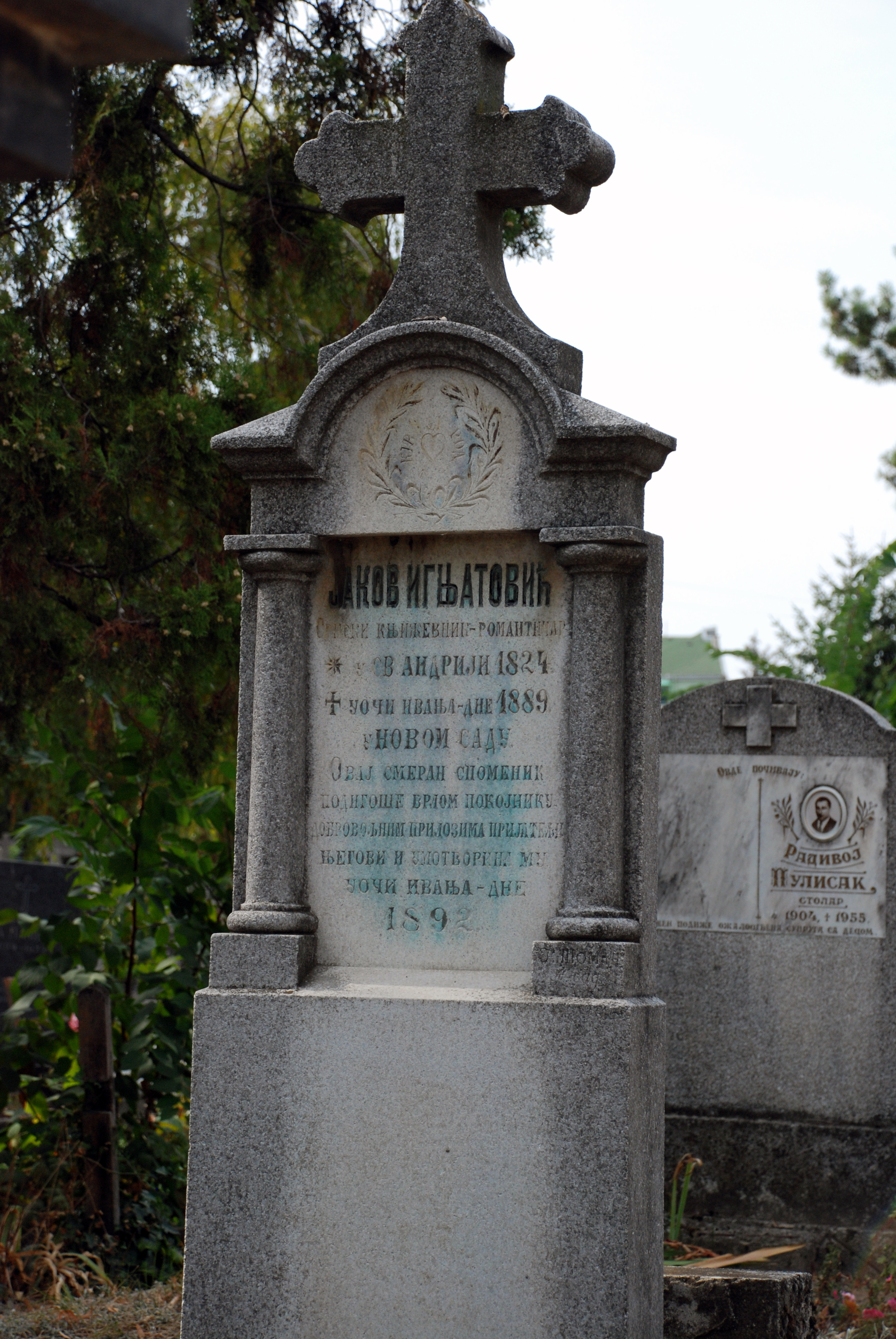
La tombe de Jakov Ignjatović
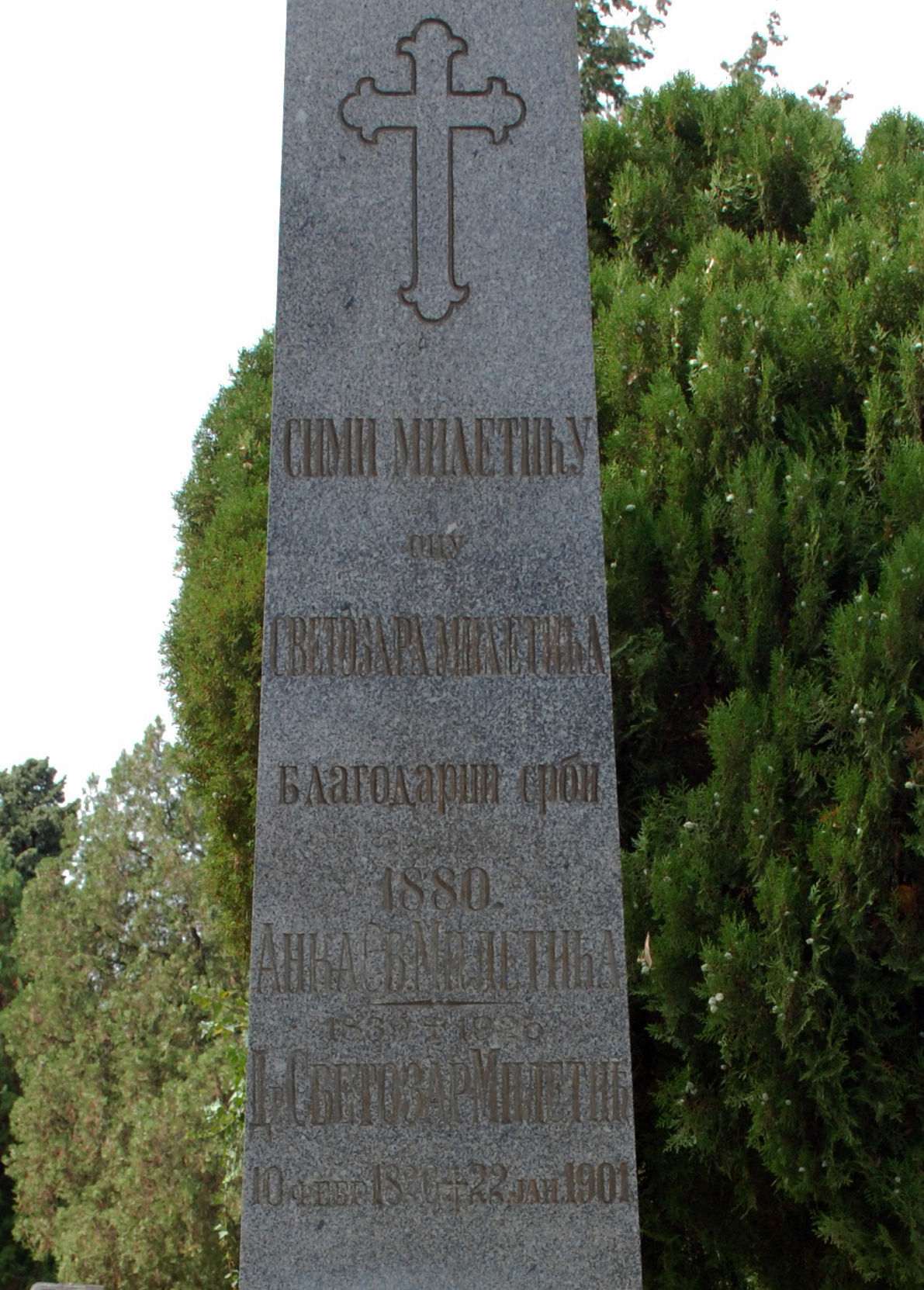
La tombe de Svetozar Miletić
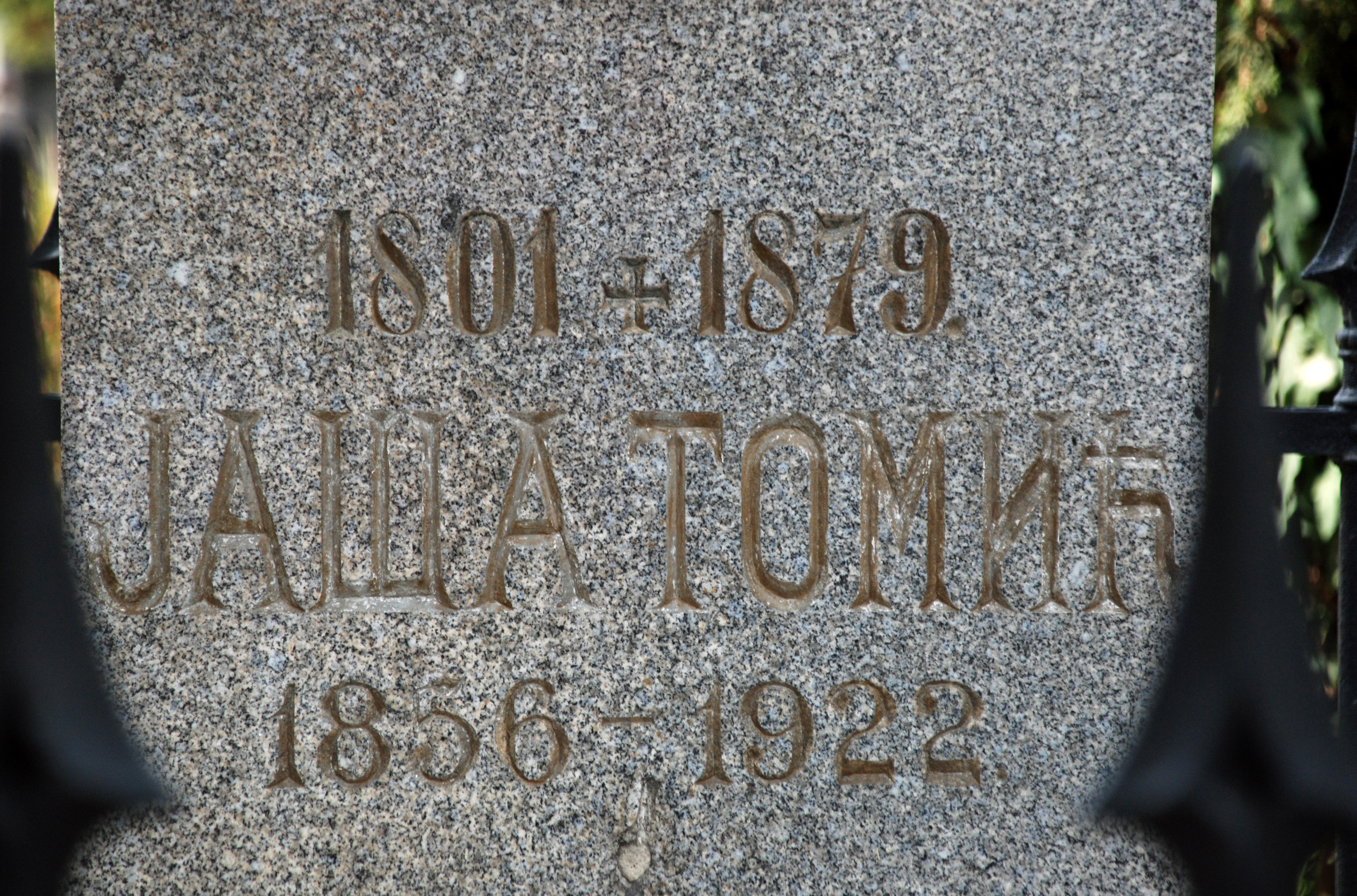
La tombe de Jaša Tomić
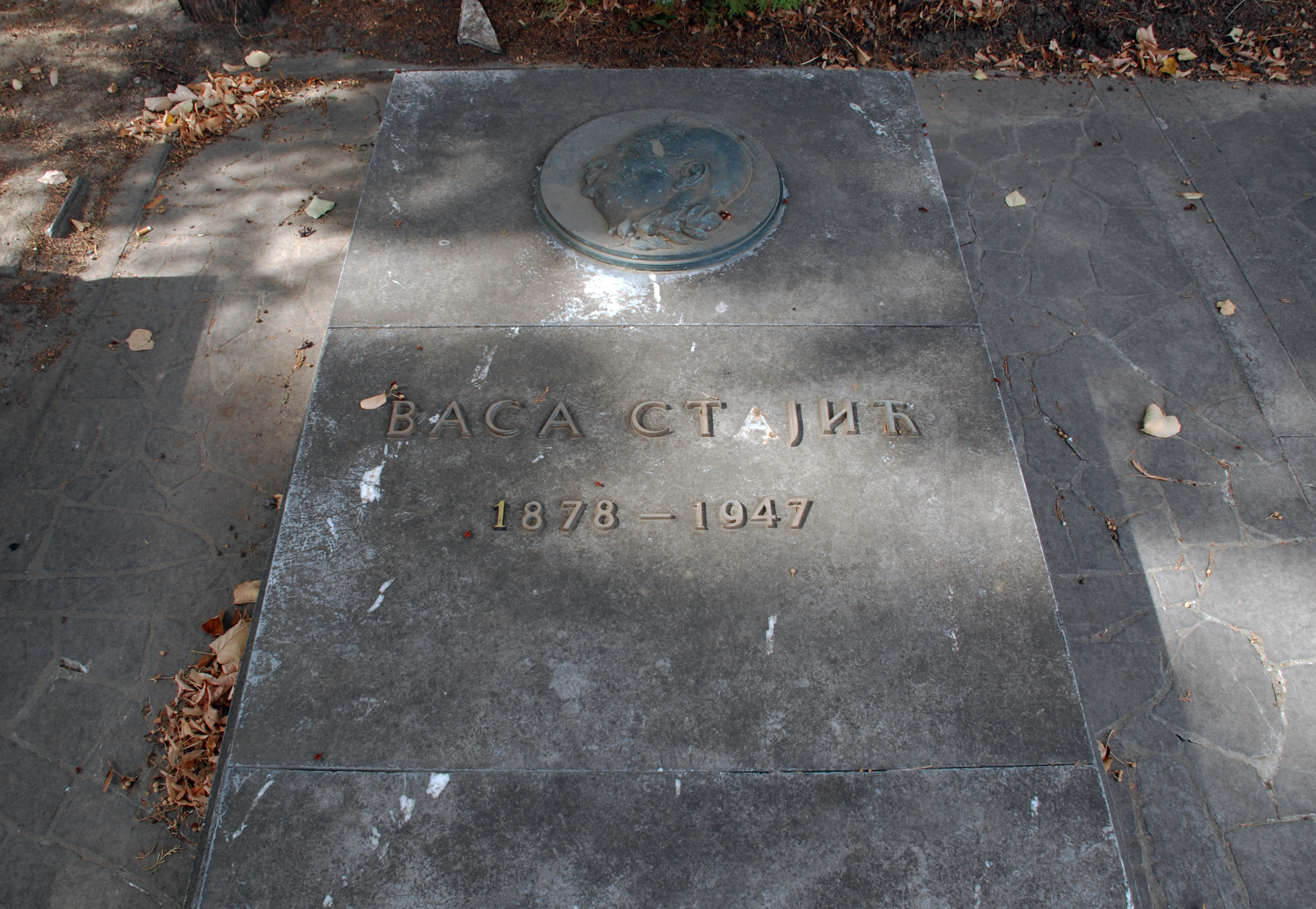
La tombe de Vasa Stajić
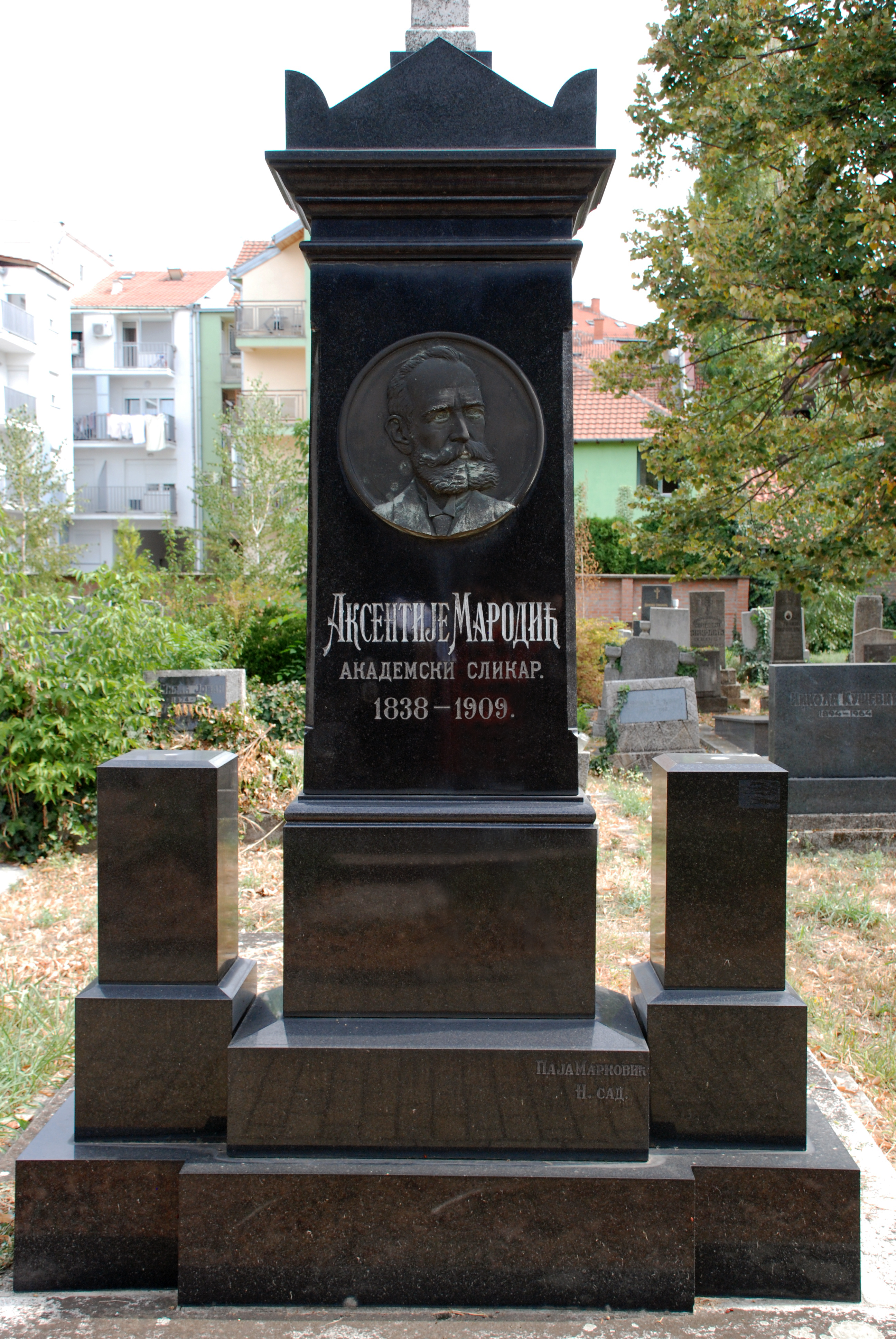
La tombe d'Aksentije Marodić
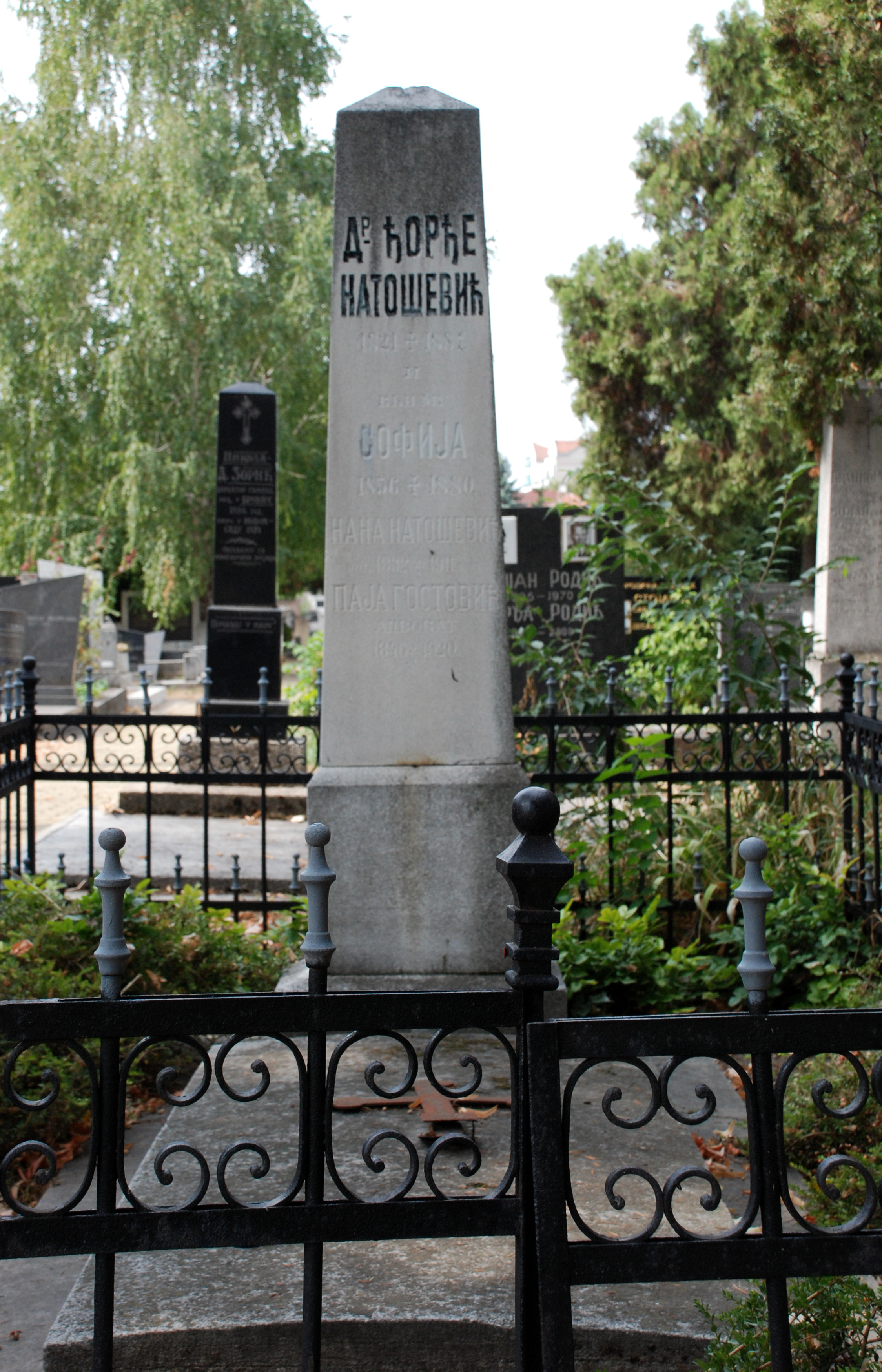
La tombe de Đorđe Natošević
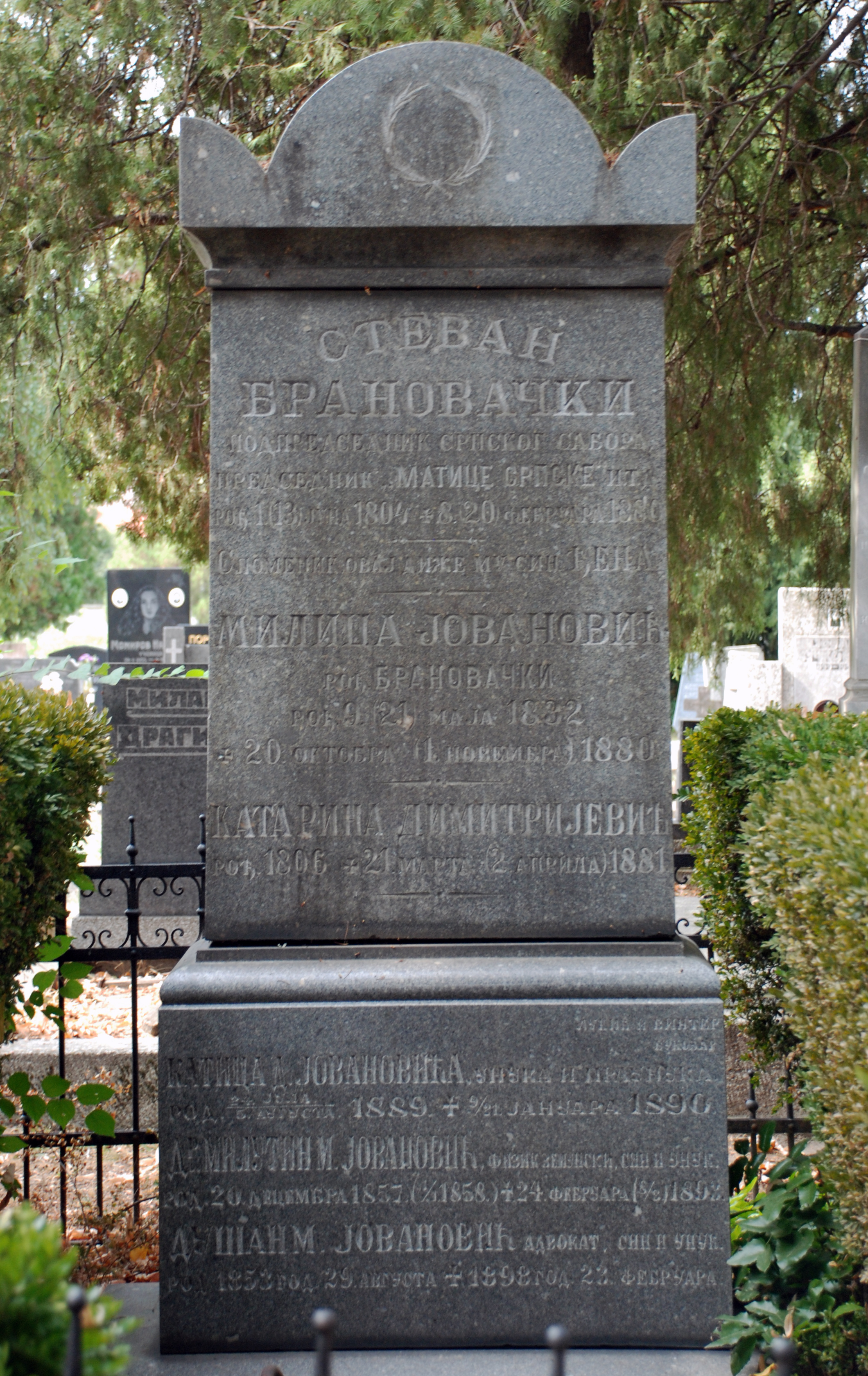
La tombe de Stevan Branovački
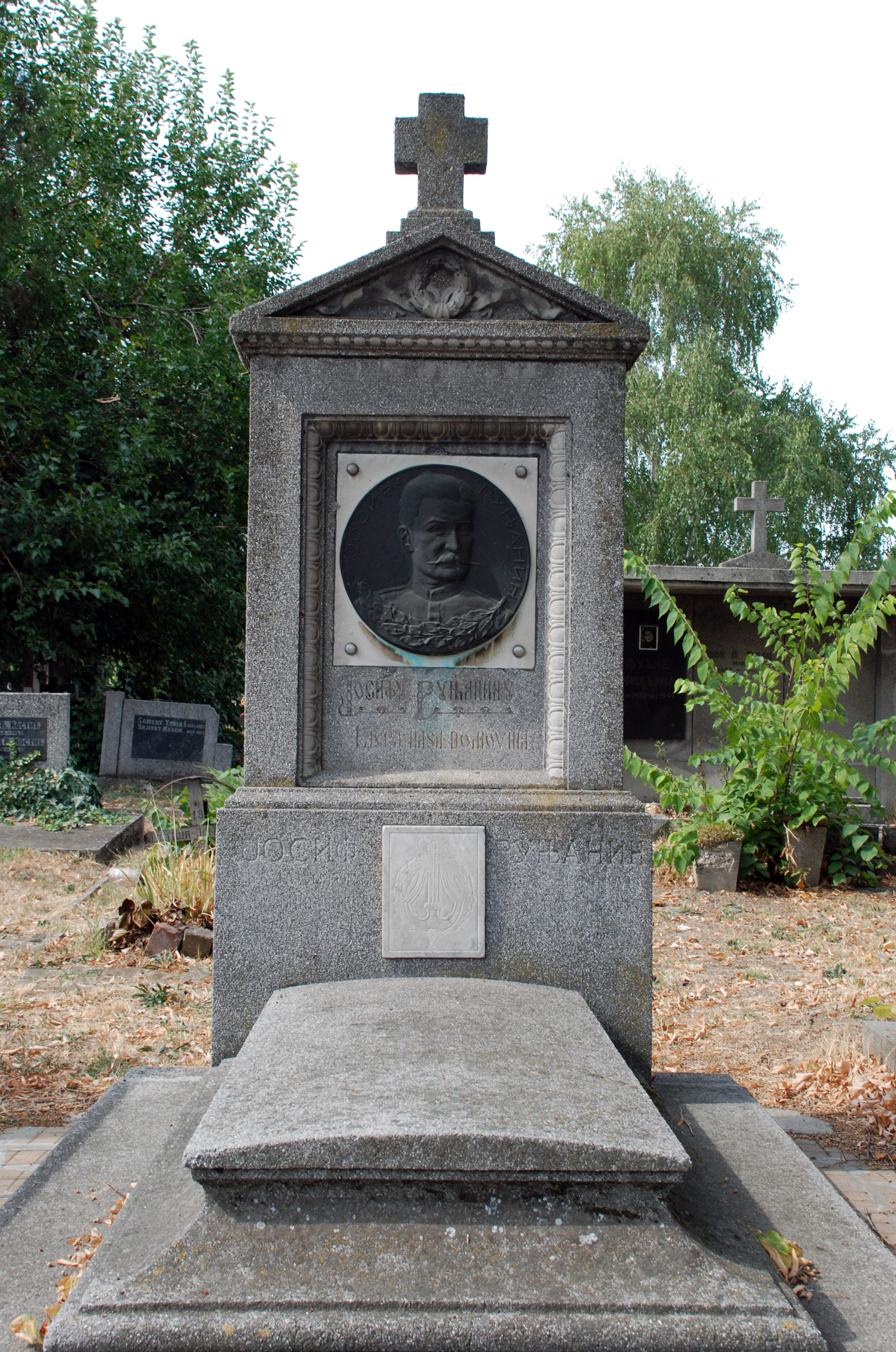
La tombe de Josip Runjanin
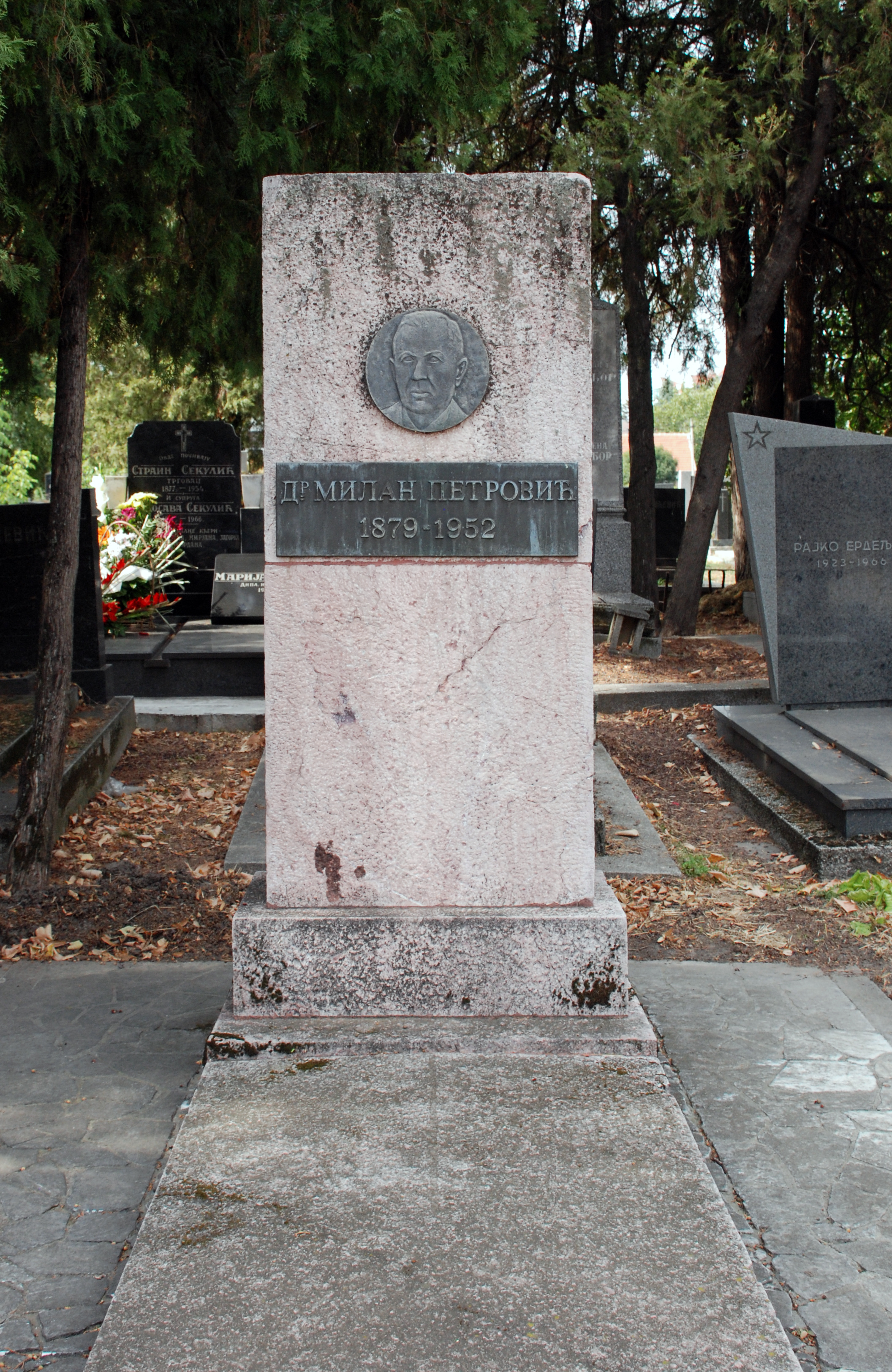
La tombe de Milan Petrović
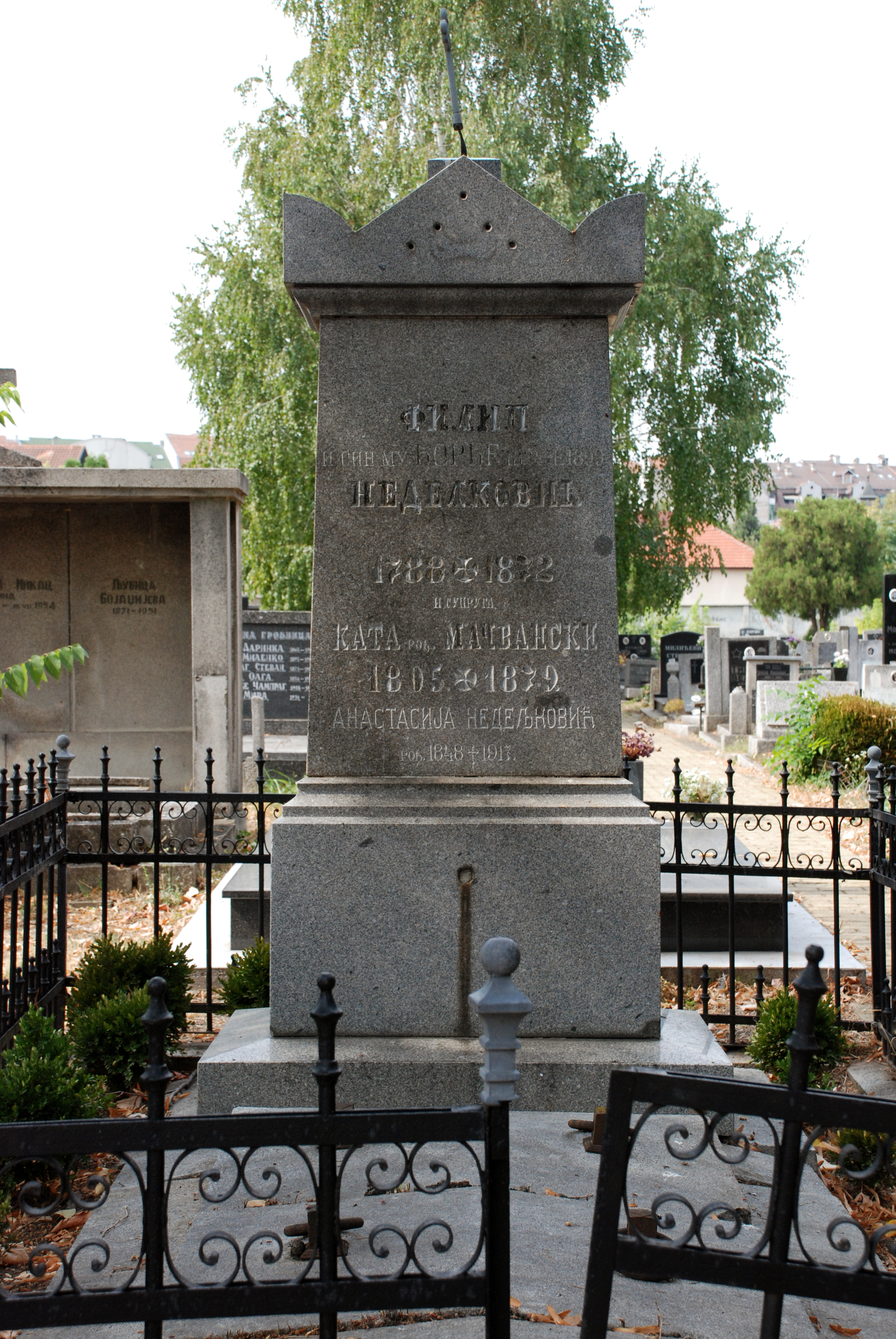
La tombe de Filip Nedeljković